# 이목동 출토 석곽묘
이목동 출토 석관묘는 대한민국 경기도 수원시 영통구 이의동에 있다. 2006년 12월 26일 수원시의 향토유적 제7호로 지정되었다.

## 개요
경기도 수원시 장안구 이목동 242-3번지 일대 유적으로 구릉이 능선 정상부에서 아래까지 남에서 북으로 완만한 능선을 이루고 있다. 이목동 유적은 통일신라시대 수원지역에서 처음으로 발굴되었다. 1호 석곽묘를 2008년 수원박물관으로 이전 복원하여 야외전시하고 있다. 통일신라시대의 무덤인 이목동 1호 석곽묘는 청동기시대 집터를 파괴한 위에 조성되었다. 무덤의 석축벽은 3~5단 정도씩 남아 있고 시신을 눕혀 놓는 시상(屍床)은 소형의 평평한 석재를 바닥 전면에 1겹으로 깔았다. 관을 사용하지 않고 시신을 그대로 안치했던 것으로 추정된다. 시신의 가슴 위치 부근에서 회청색의 연질 완과 연황색의 연질 대부완 등의 유물이 출토되었다.